# Rhinopoma muscatellum
Rhinopoma muscatellum é uma espécie de morcego da família Rhinopomatidae. Pode ser encontrado na Índia, Paquistão, Afeganistão, Irã, Omã e Iêmen.